# Kaufmannshaus (Hamburg)

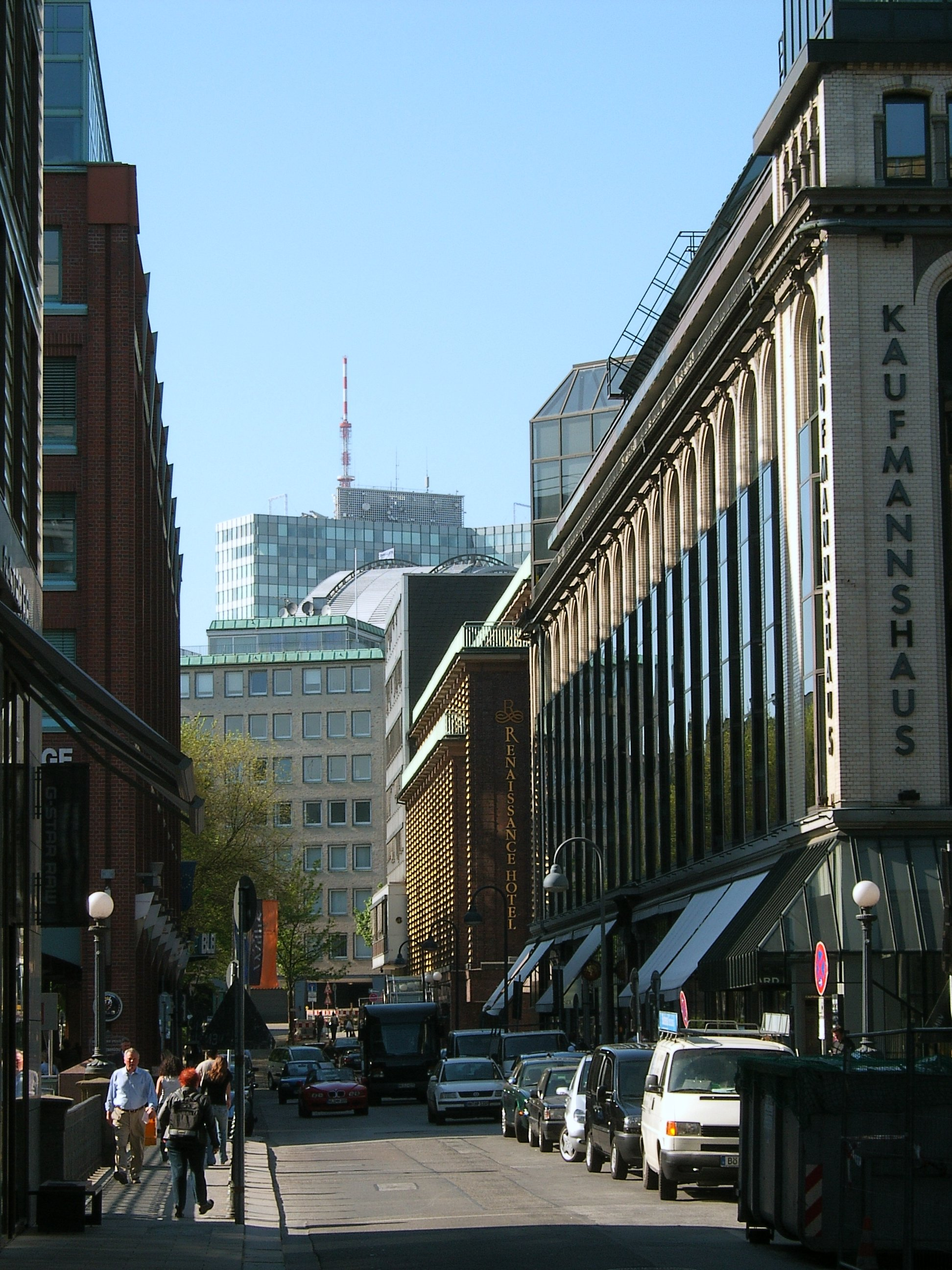
Kaufmannshaus

Das Kaufmannshaus ist ein Laden- und Bürokomplex im Hamburger Stadtteil Neustadt. Es steht zwischen den Straßen Große Bleichen, Bleichenfleet und Neuer Wall und gehört der Londoner Attestor Gruppe. Die Anschrift lautet Große Bleichen 31. 2017 erwarb die österreichische Signa Holding das Kaufmannshaus und die Alsterarkaden. Nach deren Insolvenz wurde der Bürokomplex für 165 Millionen 2025 an die Londoner Attestor Gruppe verkauft.

## Geschichte

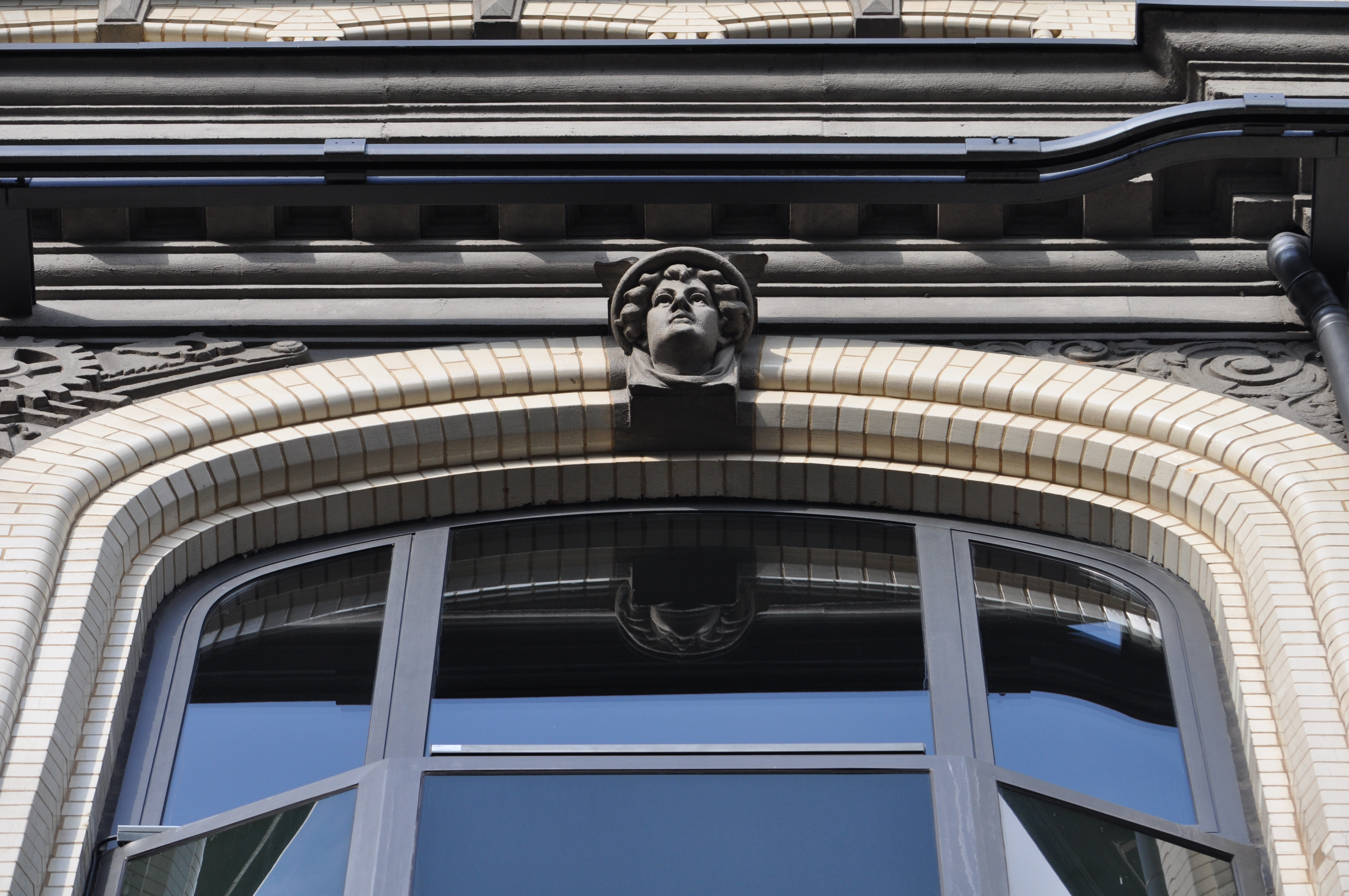
Fassadendetail an der Fleetseite des Kaufmannshauses

Erbaut wurde das Kaufmannshaus in den Jahren 1906 und 1907 nach Plänen von Stammann & Zinnow. Von 1976 bis 1978 erfolgte ein Umbau des Gebäudes durch Graaf, Schweger & Partner. Im Zeitraum von 2011 bis 2013 bildeten Pläne des amerikanischen Architekturbüros Moed de Armas & Shannon die Grundlage für Modernisierungs- und Umgestaltungsmaßnahmen, die am Kaufmannshaus vorgenommen wurden.

## Architektur
Helle, glasierte Klinker und Glaselemente prägen die Fassade des Gebäudes. Das Kaufmannshaus verfügt auf vier Geschossen sowie einem Untergeschoss über mehr als 23.000 Quadratmeter Gewerbefläche.

## Nutzung
Das Gebäude weist in den unteren Geschossen eine gemischte Nutzung durch verschiedene Ladengeschäfte auf, insbesondere aus der Bekleidungsbranche. In den oberen Geschossen befinden sich u. a. die Hamburger Büros der globalen Wirtschaftskanzlei Norton Rose Fulbright und des Internetportals Yelp.